# 塞西尔·格里菲思
塞西尔·格里菲思（英語：Cecil Griffiths，1900年2月18日—1945年4月11日），英国男子田径运动员，主攻短跑。他曾代表英国参加1920年夏季奥林匹克运动会田径比赛，获得男子4×400米接力金牌。